# Kakarajima

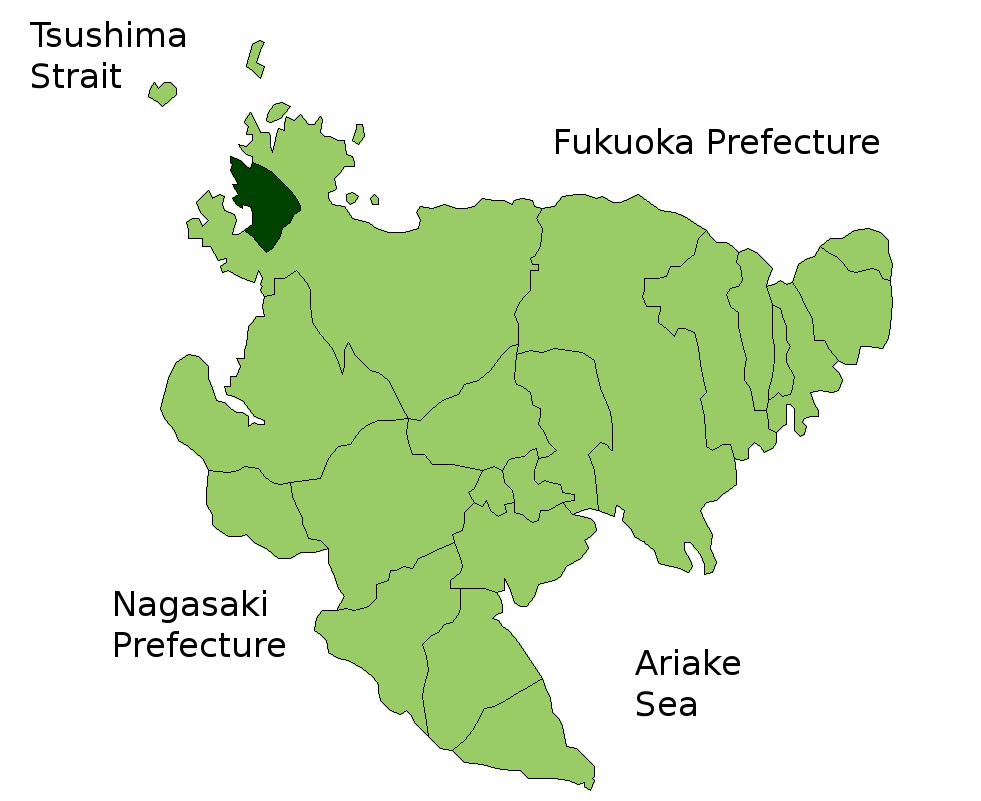
Kakarajima é a ilha mais ao norte deste mapa

Kakarajima ou Kagarashima (加唐島), também conhecida como Kakara, é uma ilha ao norte de Yobuko, localizada no Distrito de Higashimatsuura, da Prefeitura de Saga, Japão. Possui 1,75 milhas (2,82 km) de comprimento de norte a sul e três quartos de milha de largura, com margens íngremes. A ilha é uma área protegida para a vulnerável espécie Emberiza sulphurata.